# Arbin (AOC)
L’arbin, ou vin de Savoie Arbin, est un vin rouge de Savoie produit autour du village d'Arbin. Le cru de Savoie Arbin est une dénomination géographique au sein de l'appellation d'origine contrôlée vin de Savoie depuis 1973.

## Histoire
Jusqu'au XVIIIe siècle, alors que le lieu se nommait « Pagus arbinensis », Arbin n'était qu'un hameau de la commune de Montmélian. La séparation des deux villages date de 1779. 

## Situation géographique

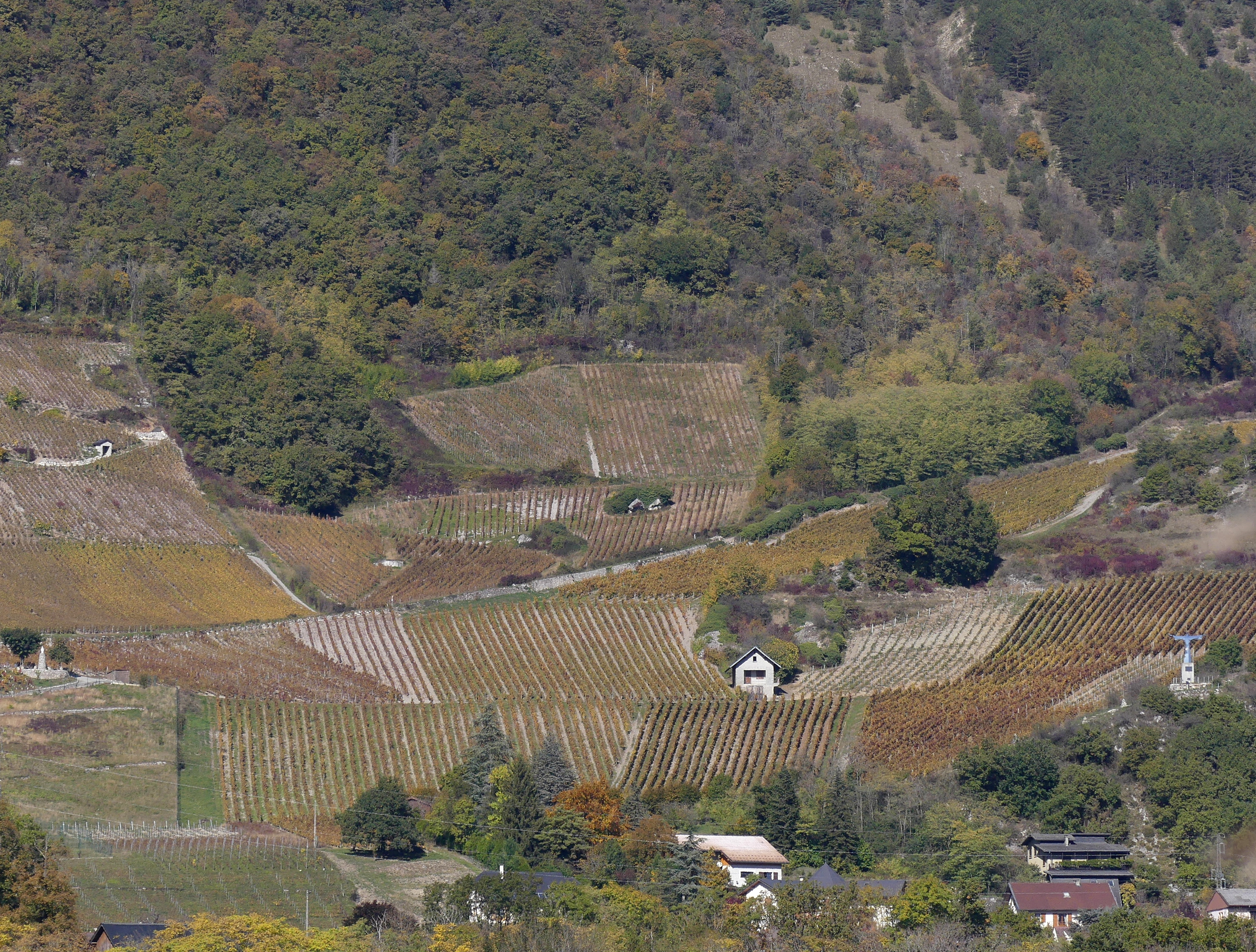
Vignoble d'Arbin en automne.

Situé à l'est de Chambéry, le vignoble des vins de Savoie Arbin est localisé sur la totalité de la commune d'Arbin, ainsi que sur une partie des communes de Cruet et Montmélian. 

### Géologie
Situé dans le massif des Bauges, le vignoble est exposé sud-est, sur un sol composé d’éboulis de calcaire. Une partie des sols sont également composés de alluvions, moraines glaciaires, et terrasses fluviales.

### Climat
Le vignoble d'Arbin bénéficie d'un climat continental, de type montagnard, avec quelques influences méditerranéennes.

## Vignoble

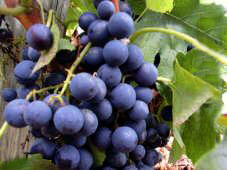
Mondeuse noire

Les vins de Savoie Arbin ne sont vinifiés qu'en vin tranquille rouge. Cette appellation n'est pas produit en blanc, rosé, ou effervescent (mousseux ou crément). L'encépagement se fait exclusivement de Mondeuse. La production est d'un peu plus de 2 000 hl/an.

### Terroir et vins
Ce terroir viticole, situé dans la combe de Savoie, et « adossé au flanc de la Savoyarde », profite d'une exposition sud-est. L'érosion du Massif des Bauges a recouvert son sol d’éboulis de calcaire ce qui a permis à la mondeuse d'y trouver son terroir de prédilection. Ces conditions spécifiques permettent d'obtenir un vin rouge avec une « belle structure tannique », habillé d'une robe sombre aux reflets violine.
Même si ce terroir n'a été délimité que sur une seule commune, celle d'Arbin et quelques sols voisins identiques, il est relativement complexe puisqu'il mêle des terres alluvionnaires, des moraines glaciaires, des cônes d’éboulis et des terrasses fluviales
De plus les éboulis calcaires ont recouvert « des terres noires (substratum des marnes de l’Oxfordien) qui affleurent et des marnes calcaires de cette zone géologique. Enrichis en matière organique, ces sols transmettent à la vigne quantité d’oligoéléments très bénéfiques à la vigne et à la qualité des raisins»

### Types de vins et gastronomie
Le vin de Savoie Arbin développe des arômes de poivre blanc, épice, cerise noire, violette, cuir. Il est conseillé avec des viandes de gibiers, de sangliers, ou de porcs épicés. 
Plus spécifiquement ce vin rouge accompagne parfaitement les diots de Savoie servis avec de la polenta, une assiette de charcuteries, un magret de canard, une côte de bœuf, un cuisseau de lapin rôti, un gigot d'agneau de sept heures et du comté et la raclette

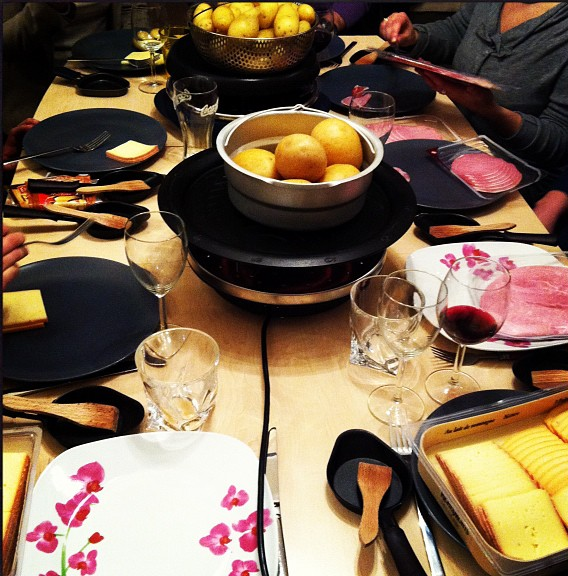
Raclette et arbin
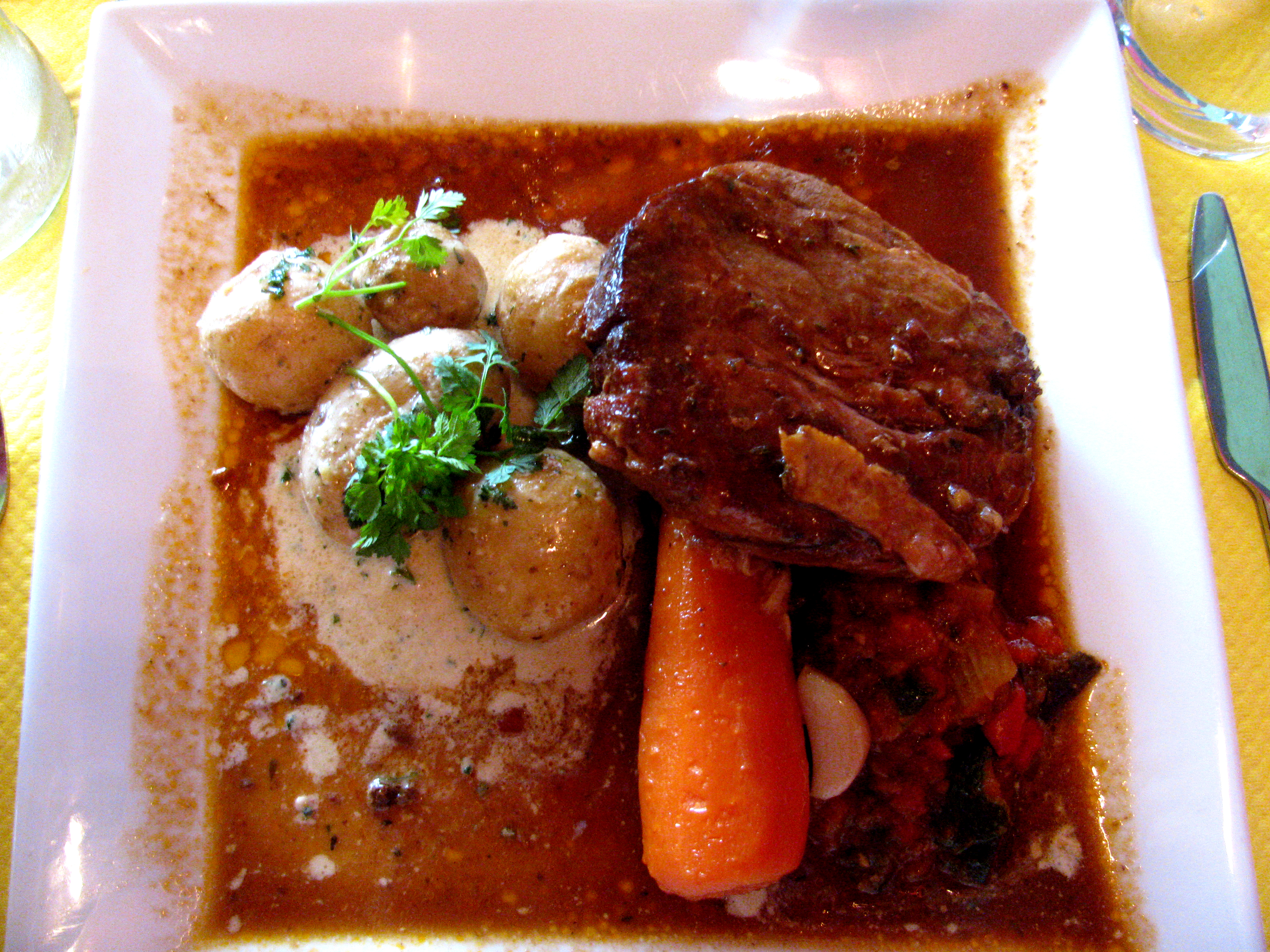
Gigot d'agneau de 7 heures

Ces vins sont généralement à boire dans les deux ans, mais certains peuvent se garder jusqu'à dix ans. Pour obtenir cette longévité, les bouteilles de ce vin doivent être conservées en armoire à vin réglée entre 12 et 14 °C. Si elles sont entreposées dans une cave à vin, celle-ci doit avoir « une température stable comprise entre 10 et 13 °C, et un taux d'humidité compris entre 70% et 75% ». C'est dans ces conditions que l'AOC Arbin peut atteindre une décennie sans perdre de son potentiel

### Liste des producteurs
- Domaine de l'Idylle
- Domaine du Colombier
- Domaine Genoux (Château de Mérande)
- Fabien Trosset
- Les fils de Charles Trosset
- Maison Perret